# Rangely
Rangely est une ville américaine située dans le comté de Rio Blanco dans le Colorado.
La ville est nommée en l'honneur de Rangely, dans le Massachusetts, ville natale d'un ancien gérant du poste de traite local.

## Démographie
Selon le recensement de 2010, Rangely compte 2 365 habitants. La municipalité s'étend sur 4,15 milles carrés (10,75 km2).
| 1950 | 1960  | 1970  | 1980  | 1990  | 2000  |
| ---- | ----- | ----- | ----- | ----- | ----- |
| 808  | 1 464 | 1 591 | 2 113 | 2 278 | 2 096 |

| 2010  | - | - | - | - | - |
| ----- | - | - | - | - | - |
| 2 365 | - | - | - | - | - |